# Gesellschaft der Musikfreunde in Wien
Die Gesellschaft der Musikfreunde in Wien (kurz: Wiener Musikverein) ist ein traditionsreicher Verein in Wien zur Förderung der musikalischen Kultur. Er wurde 1812 gegründet.

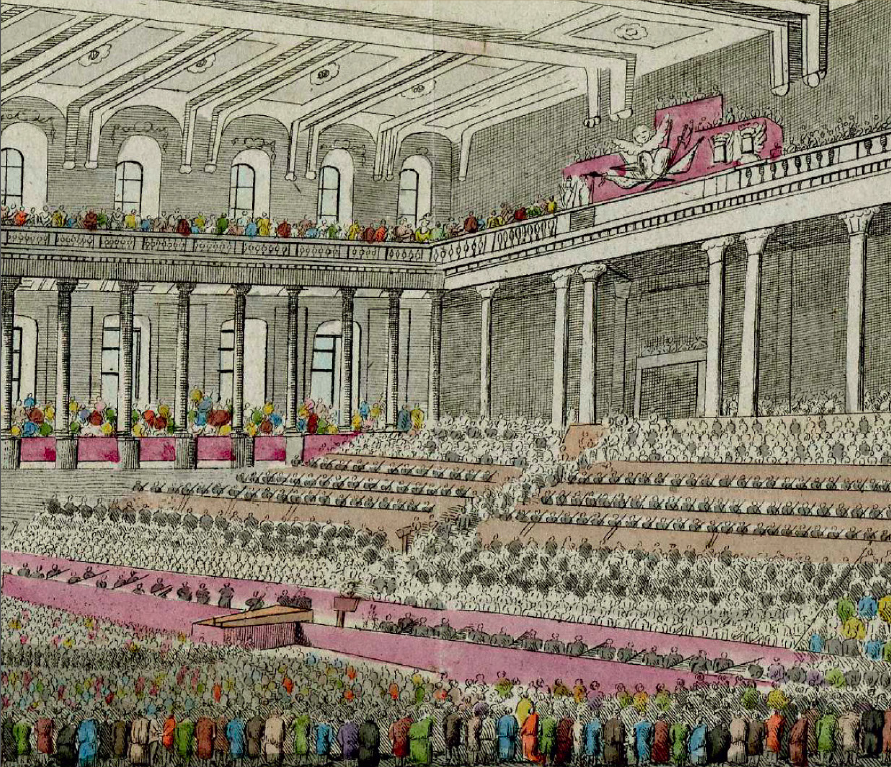
Gründungskonzert 1812

## Gründung
Am 29. November und 3. Dezember 1812 wurde in der Winterreitschule der Wiener Hofburg das Händel-Oratorium Timotheus aufgeführt. Dieses Konzert kann als Auslöser zur Gründung der Gesellschaft der Musikfreunde des österreichischen Kaiserstaates gelten.
Als Gründer des Vereins gilt Joseph Sonnleithner (1766–1835), damals Sekretär der kaiserlichen Wiener Hoftheater (Burgtheater und Kärntnertortheater). Der Erlös der beiden Konzerte sollte der neugegründeten Institution zugutekommen. Kaiser Franz I. spendete 1.000 Gulden, der Reingewinn betrug schließlich 25.934 Gulden Wiener Währung. Erster Sitz der Gesellschaft war das Palais Lobkowitz am heutigen Lobkowitzplatz.

## Ziele
Laut ihren Statuten, die 1814 entstanden, ist die „Emporbringung der Musik in allen ihren Zweigen“ wichtigster Zweck der Gesellschaft.
Die Gesellschaft der Musikfreunde erreicht(e) dies auf dreifache Weise:
- die Gründung eines Konservatoriums,
- die systematische Sammlung musikhistorischer Dokumente (Archiv, Bibliothek und Sammlungen),
- die Veranstaltung eigener Konzerte.

## Konzerte
Auf Antonio Salieris Initiative gehen die ersten Choraktivitäten des Musikvereins zurück, der beispielsweise 1824 auch an den Wiener Erst- bzw. Uraufführungen von Ludwig van Beethovens Missa solemnis und 9. Sinfonie beteiligt war. Nachdem es bereits seit Jahren Chorkonzerte des Vereins gegeben hatte, fand dann 1858 die offizielle Gründung des Konzertchors als Zweigverein des Wiener Musikvereins statt. Der erste Chefdirigent des Wiener Singvereins war Johann von Herbeck, seit 1991 leitet den Chor Johannes Prinz.

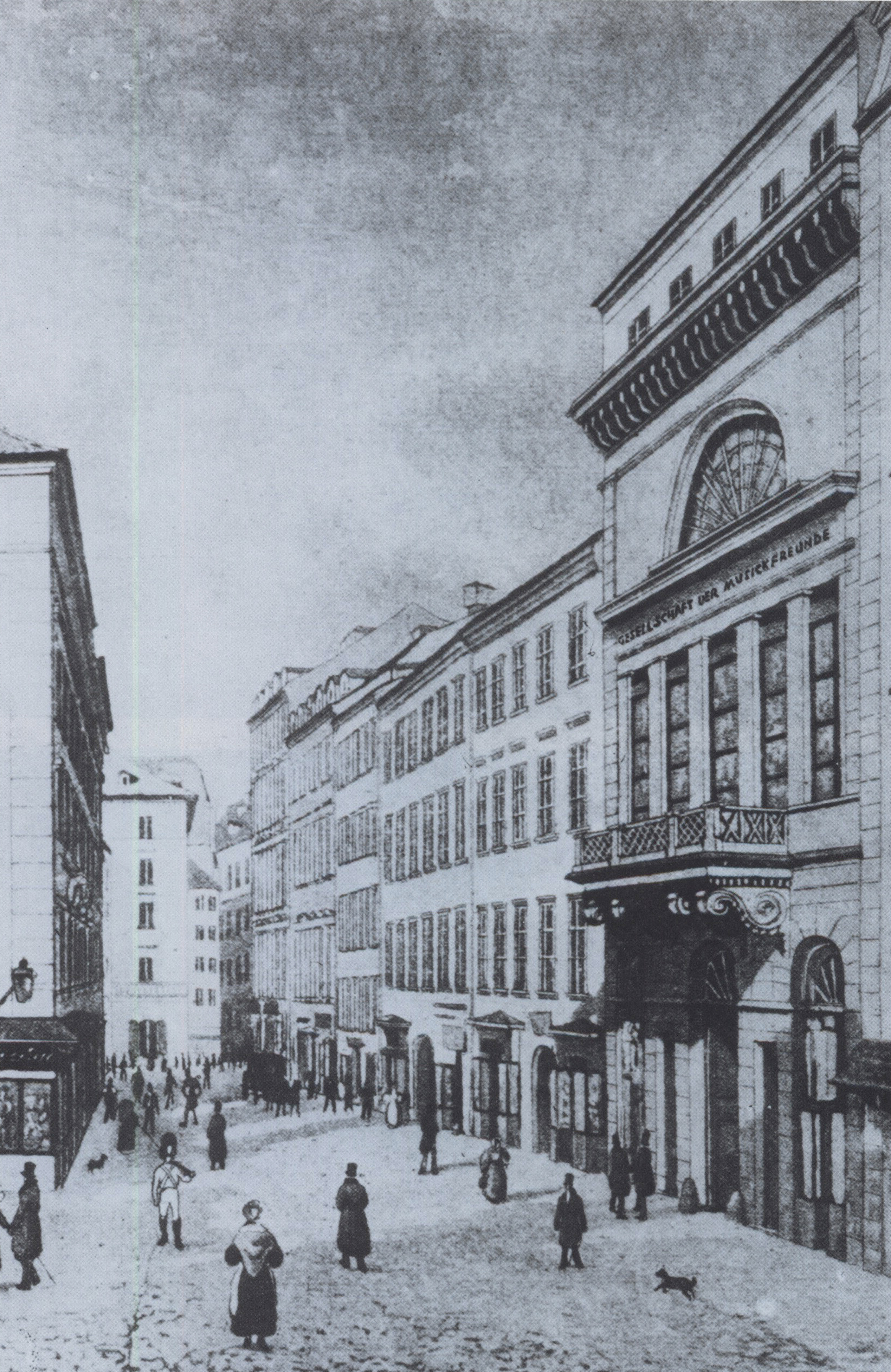
Musikvereinsgebäude (1831–1870) an den Tuchlauben (Haus zum Roten Igel), erstes Gebäude rechts, damals Nr. 558, heute Nr. 12

## Erster Konzertsaal der Gesellschaft

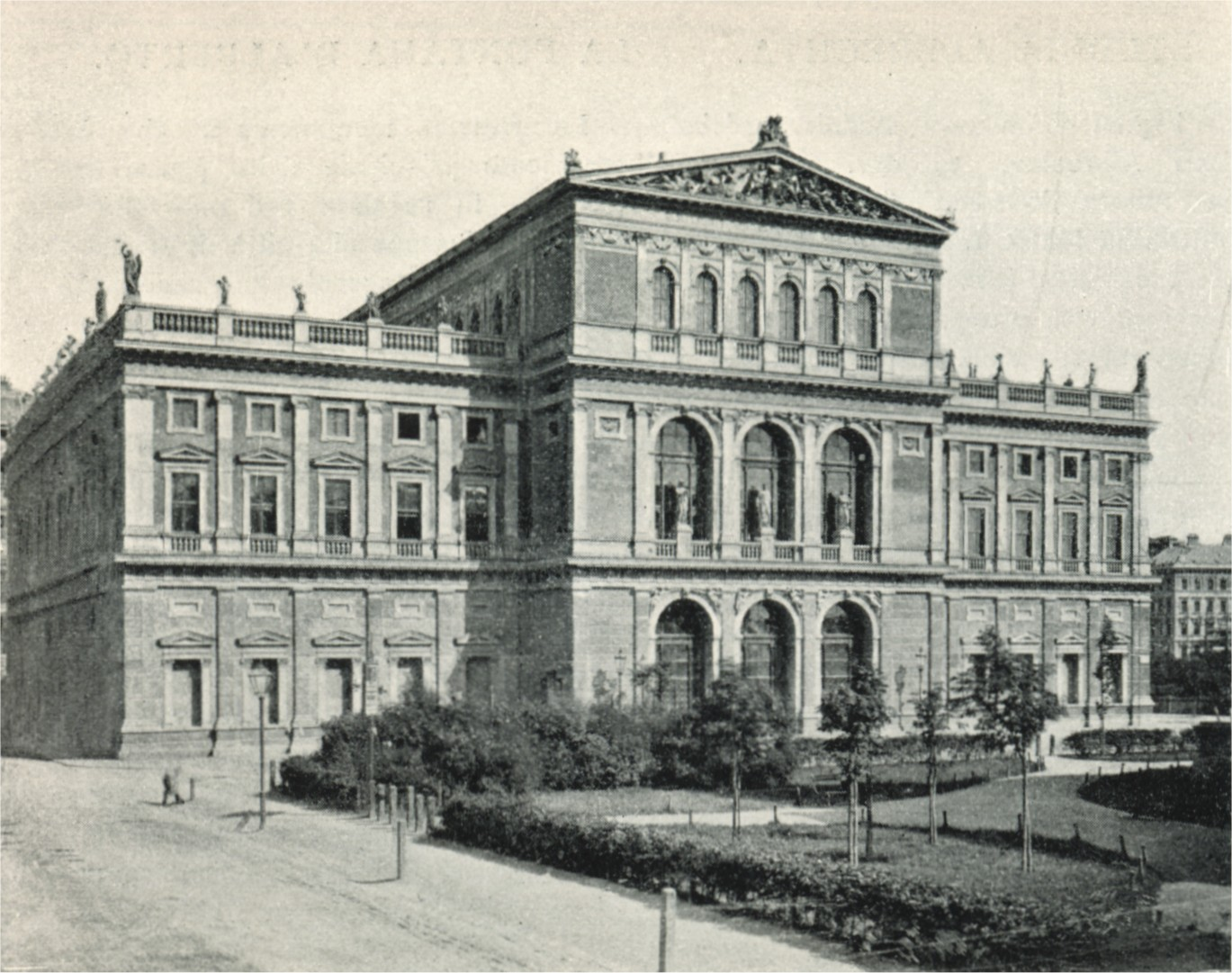
Wiener Musikverein um 1898

Die ersten Abendunterhaltungen (Kammerkonzerte) des Musikvereins fanden im Haus Zum roten Apfel in der Wiener Singerstraße statt. 1820 übersiedelte der Konzertbetrieb in den Gundelhof.
1829 kaufte die Gesellschaft ein zum Kärnthnerviertl zählendes Haus an den Tuchlauben (Haus zum roten Igel, ab 1822 angemietet, damals Haus Nr. 558, heute Tuchlauben 12) mit mehreren Geschäftslokalen und Wohnungen, ließ es abreißen und gab bei Franz Lössl (Bauleitung: Carl Högl) um rund 88.000 Gulden (inkl. Einrichtung) die Errichtung eines dreistöckigen Neubaus mit Konzertsaal im 1. Stock in Auftrag. Der Bauplatz lag etwa gegenüber der damaligen Ofenlochgasse, seit 1863 Kleeblattgasse. Die Brandstätte zweigte damals hier noch nicht von den Tuchlauben ab, sondern befand sich als kleiner Platz nahe dem Stephansdom.
Das Festkonzert zur Eröffnung des Saales fand am 4. November 1831 statt (damals wütete in Wien die Cholera). Der Musikverein trug unter anderem an diesem Standort (besucherstarke Konzerte fanden nach wie vor im Großen Redoutensaal der Hofburg statt) wesentlich zum öffentlichen Konzertleben in Wien bei.
Der Saal erwies sich mit 700 Sitzplätzen bald als zu klein, wurde aber dennoch fast 40 Jahre lang genutzt. 1846 wurde Gasbeleuchtung eingebaut. In den oberen Stockwerken waren das Konservatorium und das Archiv der Gesellschaft, Büros und Probenräume untergebracht.
Die Gesellschaft übersiedelte 1870 in ihr neues Haus und verkaufte ihr erstes eigenes Haus im gleichen Jahr. In der Nachnutzung entstand daraus u. a. das Strampfer-Theater. Das Gebäude wurde 1885 abgetragen.

## Heutiger Sitz der Gesellschaft
1863 schenkte Kaiser Franz Joseph I. der Gesellschaft aus dem Staatsvermögen das Areal am Ufer des Wienflusses gegenüber der Karlskirche. Es lag auf dem ehemaligen Glacis vor der ab 1858 demolierten Stadtmauer um die Altstadt. In der Nähe entstand 1861–1869 die heutige Wiener Staatsoper, auf dem Nachbarbauplatz am Wienflussufer 1865–1868 das Künstlerhaus, auf dem Richtung Ringstraße benachbarten Platz 1862–1865 das heutige Hotel Imperial.
Das von Theophil Hansen, der später das Parlament baute, entworfene Haus, verkürzt Wiener Musikverein genannt, wurde am 6. Jänner 1870 mit einem feierlichen Konzert eröffnet. Im selben Jahr wurde der Obersthofmeister des Kaisers, Fürst Konstantin zu Hohenlohe-Schillingsfürst, zum Dank für die Gunst des Kaiserhofes für das Neubauprojekt zum Ehrenmitglied der Gesellschaft ernannt.
1869 wurde Carl Heissler der erste Leiter des Orchesters der Gesellschaft der Musikfreunde in Wien. 1871 und 1872 war der russische Komponist Anton Rubinstein künstlerischer Direktor der Gesellschaft. Nach kurzer Zeit wurde er von Johannes Brahms abgelöst.

## Kinder- und Jugendprojekte
Um Kindern und Jugendlichen Freude an Musik und Zugang zur klassischen Kultur zu vermitteln, bietet die Gesellschaft der Musikfreunde ein entsprechendes Programm an: Im April 1989 gab es das erste „Fest für Kinder“ in allen Sälen des Musikvereinsgebäudes, seither wurde das Angebot stetig ausgeweitet und umfasst mittlerweile über 150 Projekte für alle Altersstufen zwischen 3 und 19 Jahren. Das 20-Jahr-Jubiläum der Jugendkonzerte wurde 2009 mit einem großen Fest im Wiener Musikverein gefeiert. Symbol der Kinder- und Jugendkonzerte der Gesellschaft der Musikfreunde ist der Konzertclown Allegretto.
Künstlerische Darbietungen werden den jeweiligen Altersanforderungen entsprechend aufbereitet, dabei wird besonderes Augenmerk auf Möglichkeiten zum aktiven Mitwirken gelegt. Dazu gehören Mitsingen und Mittanzen der Kleinsten, eine Galerie von Kinderzeichnungen im Internet sowie Künstlergespräche unter dem Motto „meet the artist“ mit international renommierten Dirigenten, Solisten und Komponisten für 15- bis 19-Jährige.

## Conservatorium der Gesellschaft der Musikfreunde
Das Konservatorium war die erste öffentliche Musikschule Wiens. 1817 begann Hofkapellmeister Antonio Salieri eine Gesangsklasse zu bilden. Die Allgemeine musikalische Zeitung schrieb hierüber am 7. Jänner 1818: „Als Anfang eines neu zu gründenden Conservatoriums ertheilt unser würdiger Hofkapellm. Salieri bereits 12 Mädchen und 12 Knaben einen unentgeltlichen Gesangsunterricht.“
Am 19. April stellten sich die ersten 24 Studenten des Konservatoriums in einem Gesellschaftskonzert der Öffentlichkeit vor und singen einen A-cappella-Chor Salieris. Die Widmung auf dem Autograph lautet: „Ringraziamento da farsi alli Benefattori del Conservatorio della musica nazionale tedesca dalli primi ventiquattro allieve dodici Ragazzi e dodici Ragazze, di detto luogo, nella quarta accademia dei dilettanti il giorno 19 Aprile 1818“.
1819 folgte mit dem Violinisten Joseph Böhm eine Violinklasse.
Im 19. Jahrhundert wurde diese Einrichtung deutlich erweitert, zählte in den 1890er Jahren bereits über 1000 Studierende und fand in Wien in anderen ähnlichen Institutionen Nachahmung. Im Jahr 1909 wurde das private Institut auf Entschließung des Kaisers als „k.k. Akademie für Musik und darstellende Kunst“ verstaatlicht. Damit ist es Vorgänger der heutigen Universität für Musik und darstellende Kunst Wien.
Zu den Schülern zählten etwa Gustav Mahler, Hugo Wolf oder Alexander Zemlinsky, auch eine Reihe an Mitgliedern des Hofopernorchesters besuchten das Konservatorium. Unter den Lehrern sind etwa Anton Bruckner, Otto Dessoff, Robert Fuchs oder Joseph Hellmesberger senior und dessen Sohn zu nennen.

## Archiv
Das Archiv der Gesellschaft zählt heute zu den bedeutendsten Musikaliensammlungen der Welt.
Es ist unterteilt in die Bibliothek, das Archiv (mit Musikalien, Akten, Ephemera) und Sammlungen (Bilder, Memorabilia). Wertvolle und seltene Erstdrucke finden sich ebenso darin wie Autographe von Schubert, Beethoven, Mozart und vielen anderen. Bedeutend sind auch die mehrere Tausend Stück umfassende Briefsammlung oder die Gemäldesammlung, die etwa die Porträts von Claudio Monteverdi oder Johann Joseph Fux einschließt.
Besonders erwähnenswert ist die Brahms-Sammlung, die seit 2005 zum Weltdokumentenerbe der UNESCO zählt.

## Persönlichkeiten
Begründer
- Joseph Sonnleithner (1766–1835)

Mitbegründer (Auswahl)

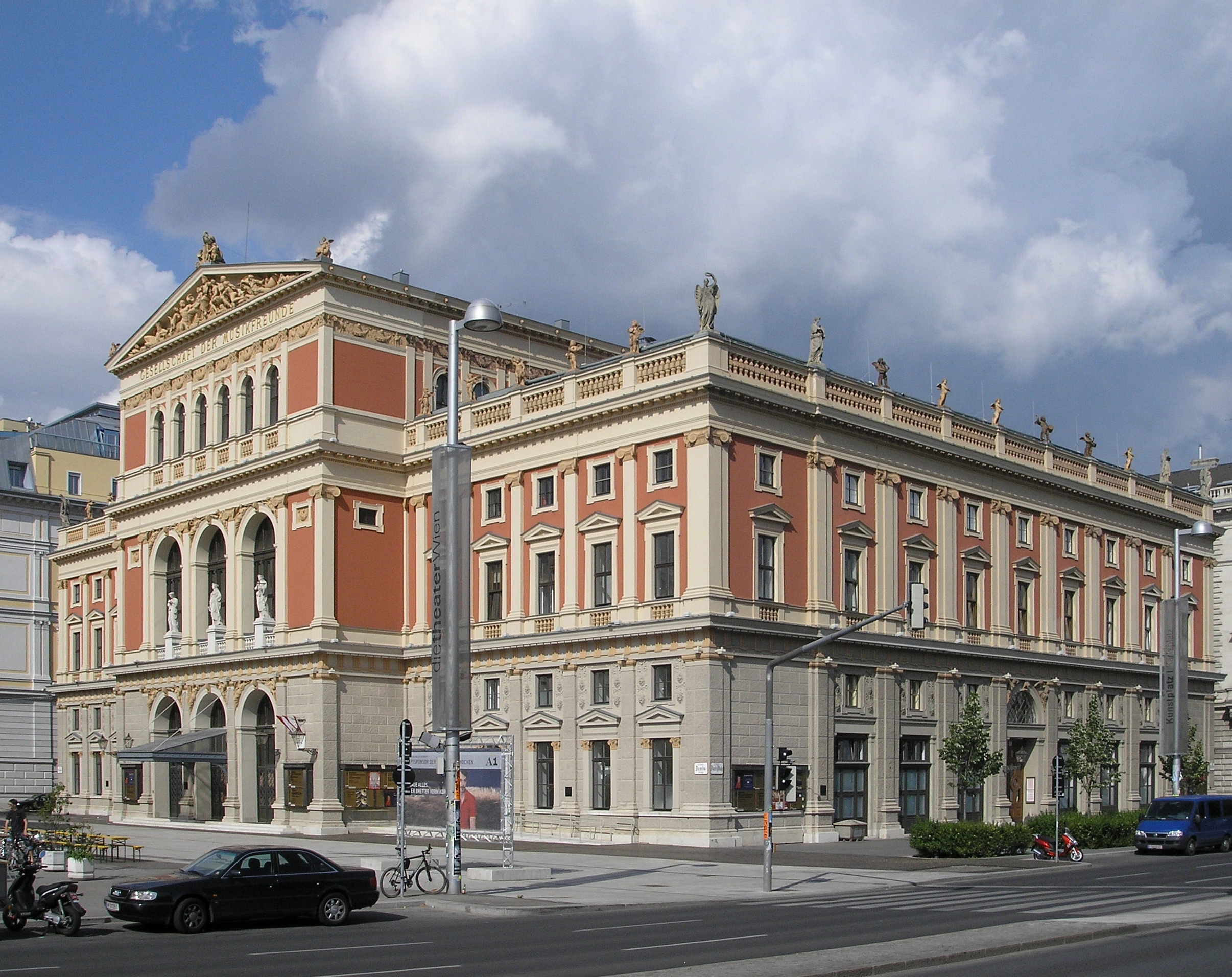
Musikvereinsgebäude von 1870 (2006)

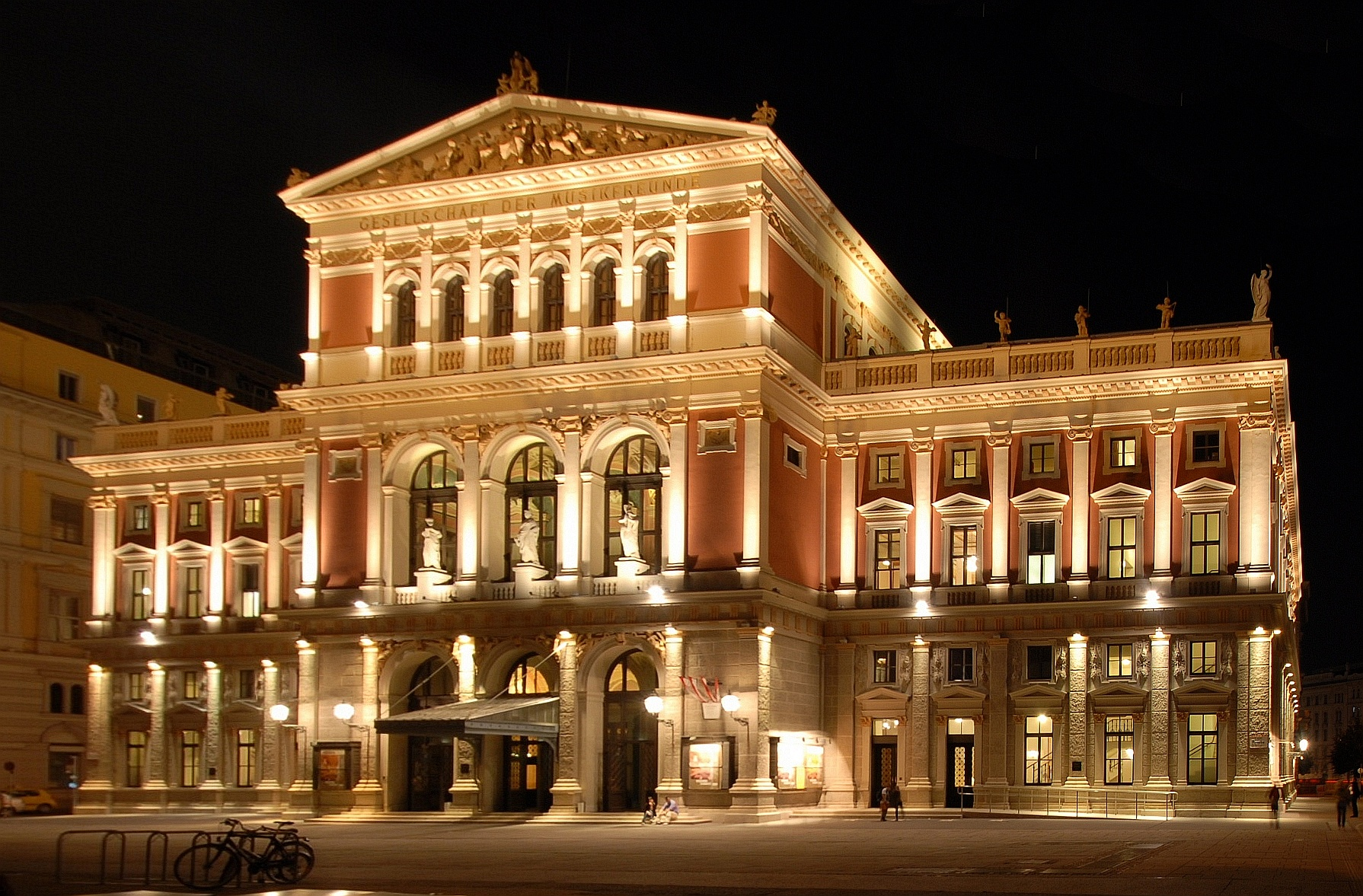
Musikvereinsgebäude bei Nacht

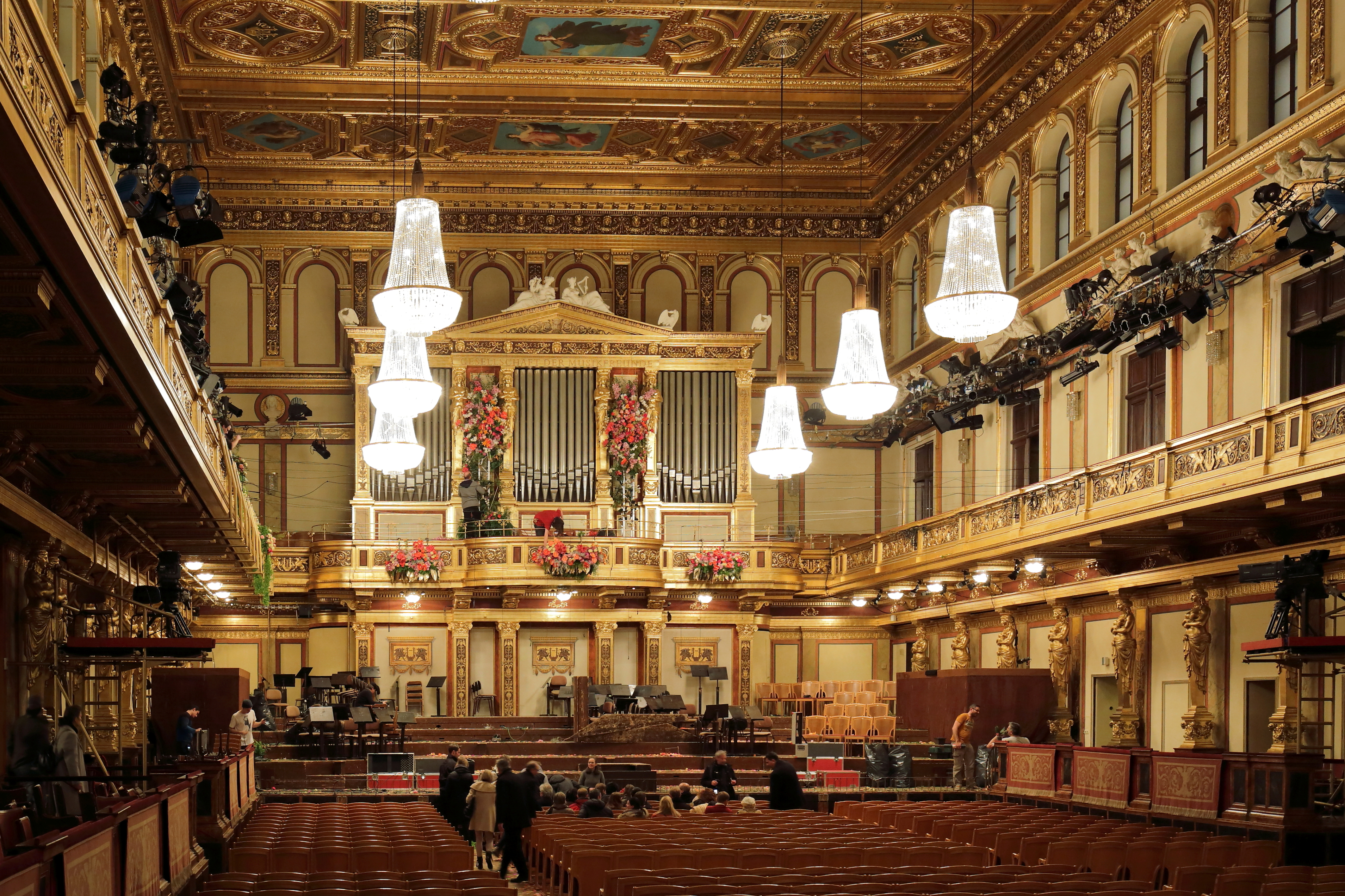
Großer bzw. Goldener Saal im Musikvereinsgebäude

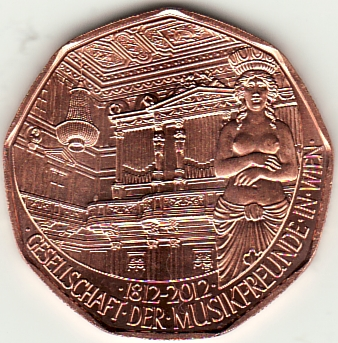
5-Euro-Münze anlässlich des 200-Jahr-Jubiläums 2012

- Antonio Salieri (1750–1825), Komponist
- Anton Georg Apponyi (1751–1817), Diplomat und Kunstmäzen
- Fanny von Arnstein (1758–1818)
- Nikolaus Zmeskall von Domanovecz (1759–1833), Beamter der Ungarischen Hofkanzlei
- Fürst Franz Joseph Maximilian von Lobkowitz (1772–1816), Generalmajor, Kunstliebhaber und Mäzen
- Moritz I. Graf von Dietrichstein (1775–1864), Hofbeamter
- Moritz von Fries (1777–1826), Bankier und Kunstmäzen
- Friedrich Karl zu Fürstenberg (1774–1856), Obersthofmarschall

Berühmte Mitglieder (Auswahl)
- Leopold von Sonnleithner (1797–1873), Jurist und Musiksammler
- Jan Václav Voříšek (1791–1825), Komponist, Pianist und Organist, Mitglied ab 1818.
- Franz Schubert (1797–1828), wirkliches Mitglied ab 12. Juni 1827

Konzertdirektoren

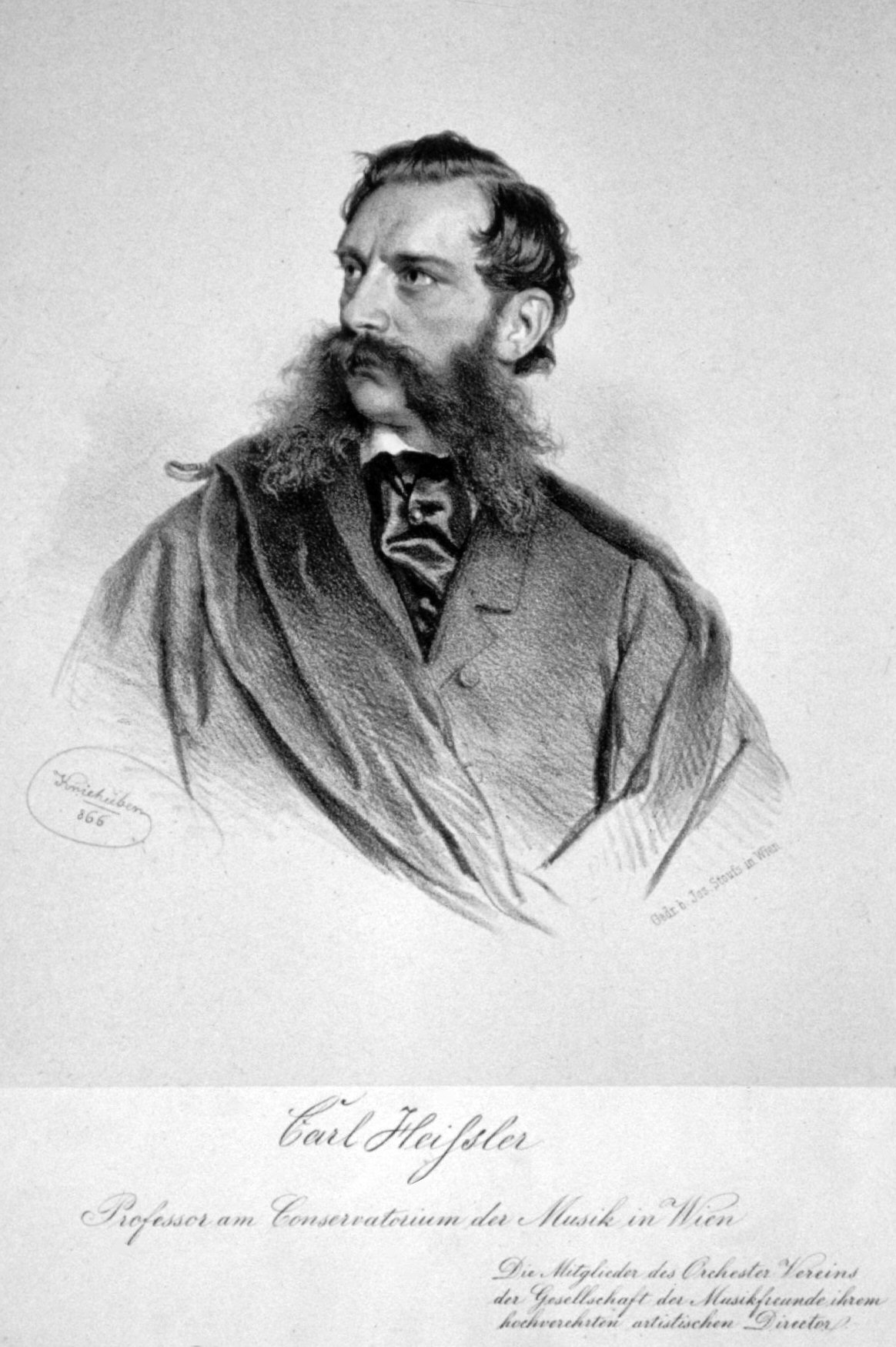
Carl Heissler, Lithographie von Josef Kriehuber, 1866

- Joseph Hellmesberger senior (1828–1893), künstlerischer Direktor 1850–1859
- Johann von Herbeck (1831–1877), künstlerischer Direktor 1859–1869
- Carl Heissler (1823–1878), Artistischer Direktor 1869–1871
- Eduard Schön (1825–1879), Ministerialrat und Komponist, Direktor um 1870
- Anton Rubinstein, Künstlerischer Direktor 1871–1872
- Johannes Brahms (1833–1897), Konzertdirektor 1872–1875
- Hans Richter (1843–1916), Dirigent, Direktor bis 1900
- Franz Schalk (1863–1931), Konzertdirektor 1904–1921
- Ferdinand Löwe (1865–1925), Konzertdirektor
- Wilhelm Furtwängler (1886–1954), Konzertdirektor 1921–1927 (gemeinsam mit Leopold Reichwein)
- Leopold Reichwein (1878–1945), Konzertdirektor 1921–1927 (gemeinsam mit Wilhelm Furtwängler)
- Robert Heger (1886–1978), Konzertdirektor 1925–1933
- Walter Legge (1906–1979), Direktor ab 1946
- Herbert von Karajan (1908–1989), Letzter Konzertdirektor 1948–1964

Vizepräsidenten (Auswahl)
- Raphael Georg Kiesewetter (1773–1850), Hofrat und Musiker, Vizepräsident 1821–1843
- Nikolaus Dumba (1830–1900), Industrieller, Vizepräsident um 1880
- Gustav Ortner (1935–2022), Diplomat, Vizepräsident 2001 bis 2008

Direktionsmitglieder
- Heinrich Eduard Josef von Lannoy (1787–1853), Dirigent und Komponist, Mitglied
- Martin Gustav Nottebohm (1817–1882), Musikwissenschaftler und Komponist, Mitglied ab 1858
- Carl Lafite (1872–1944), Mitglied 1921–1938, im Anschluss an seine Tätigkeit als Generalsekretär
- Anthony van Hoboken (1887–1983), Musikwissenschaftler und -sammler, Mitglied ab 1957
- Gebrüder Czartoryski, um 1870

Sekretäre (Auswahl)
- Leopold Alexander Zellner, Generalsekretär 1868–1891
- Ludwig Koch, Generalsekretär ab 1894
- Hugo Botstiber (1875–1941), Sekretär und Kanzleidirektor 1905–1912
- Carl Lafite (1872–1944), Generalsekretär 1911–1921
- Friedrich Dlabač (1867–1947), Generalsekretär 1921–1938
- Franz Schütz, von den Nationalsozialisten installierter Direktor während der Jahre 1938–1945[8]
- Rudolf Gamsjäger (1909–1985), Generalsekretär 1945–1972
- Albert Moser (1920–2001), Generalsekretär 1973–1988
- Thomas Angyan (* 1953), Generalsekretär und Intendant 1988–2020
- Stephan Pauly (* 1972), Intendant seit 2020

Archivar
- Martin Gustav Nottebohm (1817–1882), 1865
- Carl Ferdinand Pohl (1819–1887), 1866–1887
- Eusebius Mandyczewski (1857–1929), 1887–1929
- Hedwig Kraus (1895–1985), 1930–1962
- Hedwig Mitringer  (1910–2001), 1962–1979
- Otto Biba (* 1946), 1979–2021
- Johannes Prominczel (* 1978), 2021–

### Ehrenmitglieder

#### A
Claudio Abbado, 1991 (1933–2014)

Guido Adler, 1928 (1885–1941)

Anna Gräfin Amadei, 1898 (1828–1927)

Rudolf Graf Amadei, 1898 (1914–1898)

August Wilhelm Ambros, 1872 (1816–1876)

Thomas Angyan, 2021 (geb. 1953)

Daniel Francois Auber, 1836 (1782–1871)

#### B
Wilhelm Backhaus, 1928 (1884–1969)

Giuseppe Abbate Baini, 1836 (1775–1844)

Daniel Barenboim, 2008 (geb. 1942)

Carl Ferdinand Becker, 1842 (1804–1877)

Ludwig van Beethoven, 1826 (1770–1827)

Charles-Auguste de Bériot, 1842 (1802–1870)

Hector Berlioz, 1846 (1803–1869)

Leonard Bernstein, 1988 (1918–1990)

Josef Freiherr von Bezecny, 1898 (1829–1900)

Louis von Bignio, 1871 (1839–1907)

Heinrich Billing Edler von Gemmen, 1896 (1834–1908)

Joseph Böhm, 1871 (1795–1876)

Karl Böhm, 1973 (1894–1981)

François-Adrien Boieldieu, 1829 (1775–1834)

Ludwig Bösendorfer, 1870 (1835–1919)

Graf Karl Bombelles, 1888 (1832–1889)

Francisco de Paula de Borbón, 1818 (1794–1865)

Auguste Bottee de Toulmon, 1841 (1797–1850)

Pierre Boulez, 2004 (1925–2016)

Johannes Brahms, 1876 (1833–1897)

Anton Bruckner, 1891 (1824–1896)

Rudolf Buchbinder, 2007 (geb. 1946)

Ole Bornemann Bull, 1839 (1810–1880)

#### C
Pablo Casals, 1930 (1876–1973)

Friedrich Cerha, 2007 (1926–2023)

Emil Freiherr von Chertek, 1908 (1833–1922)

Luigi Cherubini, 1827 (1760–1842)

Friedrich Chrysander, 1895 (1826–1901)

Prinz Władysław Czartoryski, 1870 (1828–1894)

#### D
Siegfried Wilhelm Dehn, 1842 (1799–1858)

Josef Dessauer, 1871 (1798–1876)

Theodor Döhler, 1842 (1814–1856)

Gaetano Donizetti, 1842 (1797–1848)

Friedrich Edler von Mährentheim Dratschmiedt, 1870 (1801–1885)

Nikolaus Dumba, 1877 (1830–1900)

Marie Louise Dustmann-Meyer, 1871 (1831–1899)

Antonín Dvořák, 1895 (1841–1904)

#### E
Franz Egger, 1870 (1810–1877)

Gustav Egger, 1902 (1845–1926)

Gottfried von Einem, 1976 (1918–1996)

Heinrich Wilhelm Ernst, 1839 (1814–1865)

Heinrich Esser, 1871 (1818–1872)

Josef Edler von Eybler, 1826 (1765–1846)

#### F
Francois Joseph Fetis, 1829 (1784–1871)

Gottfried Wilhelm Fink, 1837 (1783–1846)

Georg Albert Freiherr von und zu Franckenstein, 1935 (1878–1953)

Robert Franz, 1886 (1815–1892)

Wilhelm Furtwängler, 1927 (1886–1954)

#### G
Ossip Gabrilowitsch, 1930 (1870–1936)

Wenzel Graf Gallenberg, 1829 (1783–1839)

Manuel Patricio Rodríguez García, 1905 (1805–1906)

Ferdinand Simon Gassner, 1842 (1798–1851)

Paul Gautsch Freiherr von Frankenthurn, 1888 (1851–1918)

Wilhelm Gericke, 1884 (1854–1925)

François-Auguste Gevaert, 1895 (1828–1908)

Carlo Maria Giulini, 1978 (1914–2005)

Karl Goldmark, 1886 (1845–1922)

Caroline von Gomperz-Bettelheim, 1871 (1918–1893)

Charles Gounod, 1888 (1818–1893)

Edvard Grieg, 1895 (1843–1907)

Franz Grillparzer, 1871 (1791–1872)

Jakob Moritz Grün, 1909 (1836–1916)

Alfred Grünfeld, 1922 (1852–1924)

Adalbert Gyrowetz, 1826 (1763–1850)

#### H
Fromental Halévy, 1841 (1799–1862)

Eduard Hanslick, 1895 (1825–1904)

Nikolaus Harnoncourt, 1992 (1929–2016)

Wilhelm Ritter von Hartel, 1903 (1839–1907)

Josef Alexander Freiherr von Helfert, 1870 (1820–1910)

Georg Hellmesberger, 1871 (1800–1873)

Joseph Hellmesberger senior, 1877 (1828–1893)

Johann Ritter von Herbeck, 1871 (1831–1877)

Ferdinand Hiller, 1852 (1811–1885)

Paul Hindemith, 1952 (1895–1963)

Anthony van Hoboken, 1974 (1887–1983)

Fürst Konstantin Hohenlohe-Schillingsfürst, 1870 (1828–1896)

Robert Holl, 1997 (geb. 1947)

Alexander Hryntschak, 1961 (1891–1974)

Bronisław Huberman, 1932 (1882–1947)

Johann Nepomuk Hummel, 1826 (1778–1837)

#### J
Mariss Jansons, 2000 (1943–2019)

Joseph Joachim, 1881 (1831–1907)

#### K
Herbert von Karajan, 1949 (1908–1989)

Wilhelm Kienzl, 1926 (1857–1941)

Raphael Georg Edler von Kiesewetter, 1843 (1773–1850)

Hans Knappertsbusch, 1948 (1888–1965)

Adolf Koch Edler von Langentreu, 1886 (1829–1920)

Ludwig Ritter von Köchel, 1872 (1800–1877)

Johann Baptist Krall, 1881 (1803–1883)

Ernst Kraus, 1921 (1867–1945)

Eduard Kremser, 1910 (1838–1914)

Ernst Krenek, 1988 (1900–1991)

Conradin Kreutzer, 1836 (1780–1849)

Josef Krips, 1973 (1902–1974)

Franz Krommer, 1826 (1760–1831)

Wilhelm Kux, 1947 (1864–1965)

#### L
Franz Lachner, 1837 (1803–1890)

Howard Chandler Robbins Landon, 1989 (1926–2009)

Johann Freiherr von Lasser, 1862 (1815–1879)

Heinrich Laube, 1877 (1806–1884)

Jean-Francois Le Sueur, 1826 (1760–1837)

Joseph Lewinsky, 1878 (1835–1907)

Fürst Johann II Liechtenstein, 1870 (1840–1929)

Peter Josef von Lindpaintner, 1836 (1791–1856)

Franz Liszt, 1838 (1811–1886)

Moritz Ritter von Loehr, 1870 (1810–1874)

Karl Löwe, 1852 (1796–1869)

Pauline Baronin Wallhofen Lucca, 1879 (1842–1908)

Alexis Lwoff, 1852 (1799–1871)

#### M
Eusebius Mandyczewski, 1917 (1857–1929)

Gustav Marchet, 1909 (1846–1916)

Großfürstin Maria Pawlowa von Russland, 1814 (1786–1859)

Heinrich Marschner, 1841 (1795–1861)

Jules Massenet, 1902 (1845–1981)

Amalie Materna-Friedrich, 1888 (1844–1918)

Franz Freiherr von Matzinger, 1870 (1817–1896)

Friedrich Freiherr von Mayr, 1880 (1822–1894)

Baron Otto Mayr, 1972 (1887–1977)

Joseph Mayseder, 1852 (1789–1863)

Zubin Mehta, 2005 (geb. 1936)

Felix Mendelssohn Bartholdy, 1837 (1809–1847)

Giuseppe Saverio Mercadante, 1842 (1795–1870)

Fürstin Pauline Metternich-Winneburg, 1892 (1836–1921)

Fürst Richard Klemens von Metternich-Winneburg, 1892 (1829–1895)

Leopold Edler von Meyer, 1843 (1816–1893)

Giacomo Meyerbeer, 1836 (1791–1864)

Graf Anton Miari, 1829 (1787–1854)

Wilhelm Bernard Molique, 1839 (1802–1869)

Ignaz Moscheles, 1844 (1794–1870)

Wolfgang Amadeus Mozart (Sohn), 1840 (1791–1844)

Eugen Mrawinskij, 1978 (1903–1988)

Riccardo Muti, 1995 (geb. 1941)

#### N
Sigismund von Neukomm, 1842 (1788–1858)

Václav Neumann, 1987 (1920–1995)

#### O
David Oistrach, 1974 (1908–1974)

George Onslow, 1836 (1784–1852)

Carl Orff, 1979 (1895–1982)

#### P
Elias Parish Alvars, 1847 (1808–1849)

Adolf Ritter von Parmentier, 1883 (1803–1887)

Krzysztof Penderecki, 1999 (1933–2020)

Hans Pfitzner, 1926 (1869–1949)

Gustav Freiherr von Prandau, 1877 (1807–1885)

Georges Prêtre, 2003 (1924–2017)

Hermann Prey, 1980 (1929–1998)

Emanuel Ritter von Proskowetz, 1932 (1849–1944)

#### R
Anton Radziwiłł, 1814 (1775–1833)

Franz Ritter von Zapory, 1909 (1830–1918)

Carl Reinecke, 1895 (1824–1910)

Karl Reissiger, 1837 (1798–1859)

Hans Richter, 1891 (1843–1916)

Ferdinand Ries, 1836 (1784–1836)

Friedrich Rochlitz, 1826 (1769–1842)

Hans Freiherr von Rokitansky, 1878 (1835–1909)

Gioacchino Rossini, 1868 (1792–1868)

Mstislaw Rostropowitsch, 2002 (1927–2007)

Marcel Rubin, 1986 (1905–1995)

Anton Rubinstein, 1871 (1829–1894)

#### S
Herzog Ernst II. von Sachsen-Coburg-Gotha, 1852 (1818–1893)

Camille Saint-Saëns, 1901 (1835–1921)

Emil von Sauer, 1912 (1862–1942)

Wolfgang Sawallisch, 1998 (1923–2013)

Franz Schalk, 1912 (1863–1931)

Anton Ritter von Schmerling, 1862 (1805–1893)

Karl Schmid (Sänger), 1871 (1825–1873)

August Schmidt, 1871 (1802–1891)

Franz Schmidt, 1928 (1874–1939)

Friedrich Schneider, 1836 (1786–1853)

Peter Schreier, 1986 (1935–2019)

Robert Schumann, 1852 (1810–1856)

Simon Sechter, 1852 (1788–1867)

Ignaz Ritter von Seyfried, 1826 (1776–1841)

Leopold von Sonnleithner, 1860 (1797–1873)

Louis Spohr, 1826 (1784–1859)

Gasparo Spontini, 1841 (1774–1851)

Abbé Maximilian Stadler, 1826 (1746–1833)

Horst Stein, 1990 (1928–2008)

Otto Strasser, 1987 (1901–1996)

Johann Strauss, 1894 (1825–1899)

Richard Strauss, 1916 (1864–1949)

Igor Strawinsky, 1952 (1882–1971)

#### T
Sigismund Thalberg, 1938 (1812–1871)

Ambroise Thomas, 1895 (1811–1896)

Johann Wenzel Tomaschek, 1836 (1774–1850)

Arturo Toscanini, 1937 (1867–1957)

#### U
Michael Umlauf, 1826 (1781–1842)

Mitsuko Uchida, 2025 (geb. 1948)

#### V
Giuseppe Verdi, 1880 (1813–1901)

Johann Freiherr von Vesque Püttlingen, 1880 (1803–1883)

Henri Vieuxtemps, 1843 (1820–1881)

Robert Volkmann, 1876 (1815–1883)

#### W
Richard Wagner, 1872 (1813–1883)

Bruno Walter, 1937 (1876–1962)

Gustav Walter, 1871 (1834–1919)

Josef Walther von Herbstenburg, 1897 (1816–1891)

Carl Maria von Weber, 1826 (1786–1826)

Friedrich Dionys Weber, 1836 (1766–1842)

Wilhelm Freiherr von Weckbecker, 1909 (1859–1936)

Joseph Weigl, 1826 (1766–1846)

Egon Wellesz, 1973 (1885–1974)

Franz Welser-Möst, 2012 (1960)

John Fane Earl of Westmoreland, 1844 (1774–1859)

Graf Klemens Westphalen, 1883 (1836–1887)

Clara Wieck (Schumann), 1838 (1819–1896)

Franz Wilt, 1896 (1824–1909)

Marie Wilt, 1871 (1833–1891)

Hermann Winkelmann, 1907 (1849–1912)

Johann Nepomuk August Wittasek, 1837 (1770–1839)

Franz Wüllner, 1895 (1832–1902)

#### Z
Leopold Alexander Zellner, 1892 (1823–1894)

Karl Friedrich Zelter, 1827 (1758–1832)

## Ehrungen
1961 gehörte die Gesellschaft der Musikfreunde in Wien zu den Preisträgern des Karl-Renner-Preises.